# Saint David (Maine)
Saint David ist gemeindefreies Dorf bei der Gemeinde Madawaska, im Aroostook County, Maine, Vereinigte Staaten. Die Gemeinschaft liegt am U.S. Highway 1 am Fluss Saint John River. Das Dorf liegt außerdem östlich des CDP Madawaska. Saint David hat eine Postfiliale mit dem ZIP code 04773.